# Kashima (Saga)
Pour les articles homonymes, voir Kashima (homonymie).
Kashima (鹿島市, Kashima-shi) est une ville de la préfecture de Saga, au Japon.

## Géographie

### Situation
Kashima est située dans le sud de la préfecture de Saga.

### Démographie
Au 1er octobre 2014, la population de Kashima s'élevait à 29 914 habitants, répartis sur une superficie de 112,10 km2.

## Culture locale et patrimoine
- Yūtoku Inari-jinja

## Transports
Kashima est desservie par la ligne principale Nagasaki de la JR Kyushu. La gare de Hizen-Kashima est la principale gare de la ville.